# Deutsche Gesellschaft für Biophotonik und Lasermedizin
Die Deutsche Gesellschaft für Biophotonik und Lasermedizin (DLM) (ursprünglich: Deutsche Gesellschaft für Lasermedizin) ist eine interdisziplinäre medizinische Fachgesellschaft zur Interessenvertretung, Ausbildung und Fortbildung von Ärztinnen und Ärzten, medizinischem Fachpersonal und in der Medizinphysik Tätigen, die auf dem Gebiet der Lasermedizin und Biophotonik arbeiten.

## Aktivitäten
Die Aktivitäten der Gesellschaft umfassen unter anderem Stellungnahmen, Bildungsangebote, Kommunikationsforen und die Beteiligung an der Entwicklung medizinischer Leitlinien im Rahmen des Leitlinienprogramms der AWMF.

### Stellungnahmen
Die DGLM unterstützt die 2021 veröffentlichte Stellungnahme Anforderungen an den Erwerb der Fachkunde für Anwendungen nichtionisierender Strahlungsquellen an der Haut des Menschen für Ärzte. Empfehlung der dermatologischen und interdisziplinären Fachverbände DDL, DGDC, BVDD, DDG, DDA und der DGLM an die BÄK zu den Anforderungen an Ausbildung von Ärzten ohne Facharztanerkennung „Haut- und Geschlechtskrankheiten“.

### Medizinische Leitlinien
Die Gesellschaft beteiligte sich an der im Jahr 2022 veröffentlichten S2k-Leitlinie Lasertherapie der Haut.

## Geschichte
Die DGLM wurde am 27. Juni 1981 gegründet und als Verein am 29. Januar 1982 eingetragen. Seit 2011 ist sie Mitglied der AWMF.